# Vincenzo Montella
Vincenzo Montella (Castello di Cisterna, 1974. június 18. –) olasz labdarúgó. Olasz bajnok (2000–2001), és olasz szuperkupa győztes (2001) az AS Roma együttesével.
Beceneve játékos karrierje alatt a „L’Aeroplanino”, azaz „Kisrepülőgép” volt. Utalva ezzel arra, amikor góljai után a két karját oldalra kinyújtva, testével jobbra-balra dőlve, egy repülőgépet imitált.

## Labdarúgó pályafutása

### A kezdetek
Futballista karrierjét 1990-ben, a Serie C1-ben kezdte, az Empoli csapatában. Ezután 1995-ben, az egy osztállyal fentebb lévő, másodosztályú (Serie B), Genoa egyesületéhez igazolt. Új csapatában, egy szezon alatt máris 21 gólt termelt. Majd gyorsan egy újabb „szintet” tett meg felfelé, ugyanis az élvonalbeli Sampdoriához csatlakozott, ahol három évet töltött el. A Serie A-ban 1996. szeptember 8-án debütált a Perugia ellen.

### AS Roma
1999-ben, 25 millió eurós összeg fejében aláírt a fővárosi AS Roma gárdájához. Már első szezonjában a „farkasok” mezében 18 találatával házi gólkirály lett. A következő évadban (2000–2001) jött el profi labdarúgó pályafutásának csúcsa, amikor is Francesco Totti és Gabriel Batistuta „oldalán”, valamint a kispad mellett „dirigáló” Fabio Capello irányítása alatt, a „giallorossi” elhódította története harmadik scudettóját. 2002-ben, a városi rivális Lazio elleni rangadón örökre „bevéste” magát a bordó-sárga fanatikusok szívébe. Ezen a derbin négy gólt vállalt magára az 5-1-es arányú diadalból. Mesternégyese a mai napig rekordnak számít, mivel egyetlen játékos sem volt még képes arra, hogy ennél többet szerezzen a „Derby della Capitalé”-k históriájában.

### Fulham
A szigetországi csapathoz 2007 januárjában került kölcsönben, féléves szerződés keretében. Első mérkőzésén duplázott, így nagyon hamar megkedveltette magát a londoni szurkolókkal. A kezdeti lendület azonban alábbhagyott. Persze ennek oka lehetett akár Chris Coleman menesztése is a csapat éléről, mivel ezután az új edző érkezésével nagyon kevés bizalmat kapott Montella, így többnyire csak csereként léphetett pályára. 2009. július 2-án Montella bejelentette, hogy befejezi hivatásos labdarúgó-pályafutását.

### Válogatott
Első behívóját az olasz nemzeti válogatottba 1999-ben, a Wales ellen kapta meg.
Tagja volt az „azzurri”-nak a 2000-es Európa bajnokságon, valamint a 2002-es Világbajnokságon is.
Címeres mezben lejátszott 20 találkozóján, háromszor lőtt gólt.

## Menedzseri pályafutása

### AS Roma
Miután szögre akasztotta a stoplisát, hároméves szerződést írt alá az AS Romával, ahol az U15-ös utánpótláscsapat edzői pozícióját töltötte be. 2011. február 21-én azonban kinevezték a felnőtt gárda élére mint ideiglenes vezetőedzőt. Ennek a szezonnak a befejeztével, valamint az új klub tulajdonos érkezésével azonban elváltak Montella és a csapat útjai.

### Catania
Még az év júniusában szerződést írt alá a Cataniával. Az akkor a kiesés ellen küzdő szicíliai kis csapatból stabil, akár a nemzetközi kupaporondon is helytállni tudó, stabil középcsapatot faragott. A szezon végén azonban meglepő módon, közös megegyezéssel szerződést bontottak a felek.

### Fiorentina
2012. június 11-én a Fiorentina hivatalos weboldala bejelentette Montella érkezését a toszkán fővárosba.

## Edzői statisztika
2019. május 11-én frissítve.
| Csapat            | Nemzet   | –tól               | –ig                | Mérleg     | Mérleg | Mérleg | Mérleg | Mérleg | Mérleg | Mérleg | Mérleg |
| M                 | GY       | D                  | V                  | Győzelem % | RG     | KG     | +/-    |        |        |        |        |
| ----------------- | -------- | ------------------ | ------------------ | ---------- | ------ | ------ | ------ | ------ | ------ | ------ | ------ |
| Roma (ideiglenes) | olasz    | 2011. február 21.  | 2011. május 22.    | 16         | 7      | 4      | 5      | 43.75  | 22     | 21     | +1     |
| Catania           | olasz    | 2011. július 1.    | 2012. május 18.    | 40         | 12     | 15     | 13     | 30     | 51     | 56     | −5     |
| Fiorentina        | olasz    | 2012. június 11.   | 2015. június 8.    | 151        | 79     | 32     | 40     | 52.32  | 250    | 162    | +88    |
| Sampdoria         | olasz    | 2015. november 15. | 2016. június 28.   | 27         | 6      | 6      | 15     | 22.22  | 29     | 48     | −19    |
| Milan             | olasz    | 2016. június 29.   | 2017. november 27. | 64         | 32     | 14     | 18     | 50     | 101    | 70     | +31    |
| Sevilla           | spanyol  | 2017. december 28. | 2018. április 28.  | 28         | 11     | 7      | 10     | 39.29  | 37     | 44     | −7     |
| Fiorentina        | olasz    | 2019. április 10.  | jelenlegi          | 5          | 0      | 1      | 5      | 16.67  | 2      | 7      | −5     |
| összesen          | összesen | összesen           | összesen           | 334        | 149    | 79     | 106    | 44.61  | 502    | 412    | +90    |